# 일반 프로세서 분할
일반 프로세서 분할(Generalized Processor Sharing, GPS)은 혼잡한 통신링크에서 대역을 효율적이고, 유연하고, 공정한 방식으로 공유하기 위한 서비스 규약으로서 개발되었다. 실제로 구현은 불가하며 실제 서비스를 측정할 때 벤치마킹으로 유용하다. GPS와 근접한 성능의 서비스로서는 WFQ(Weighted Fair Queue)와 PGPS(Packet by Packet GPS)가 있다.
GPS는 트래픽이 유동적이라서 큐에 있는 패킷이 들어있을 때마다 특정한 공식에 의해 대역을 할당 받을 수 있게 해주는 것이라 가정한다. GPS는 여러 상황에서 분석 가능하고 그래서 네트워크 성능을 예측할 수 있게 한다. 그러나 정확하게 말하자면 네트워크 트래픽이란 유동적이지 않고 다양한 사이즈를 가진 패킷으로 구성된다. 그럼에도 불구하고 GPS의 결과가 실제 서비스 규약에 적용되어서 성능을 평가를 예측가능하게 함으로써 유용하다.